# グリーン暗号
グリーン暗号（グリーンあんごう、Green）とは、機械式暗号の一種で、大日本帝国の海軍技術研究所が開発した三式換字機に対してアメリカ軍がつけたコードネームである。
エニグマ暗号機と同じ鼓胴式暗号機 (rotor machine) だった。

## 概要
- 海軍技術研究所は商用エニグマ暗号機を購入して鼓胴式の「三式換字機」を開発した。米国立暗号博物館に展示されている三式印字機

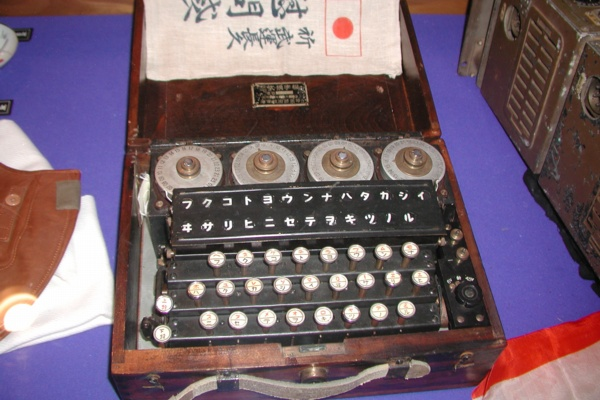
米国立暗号博物館に展示されている三式印字機

- 仮名文字用で、鼓胴部（ローター）は差替えによる強度増加を図った。
- 重量は約40kg
- 名前が｢印字機｣では無く、換字機になっているのはエニグマ同様に出力が文字ランプ方式である為。
- 電源は6ボルト直流
- 第二次世界大戦の終戦までに実用化できなかった。